# François-Joseph Cazin
Pour les articles homonymes, voir Cazin.
François-Joseph Cazin, né le 4 mars 1788 à Samer et mort le 27 juin 1864 à Boulogne-sur-Mer, est un médecin français.
Auteur d'un imposant Traité pratique et raisonné des plantes médicinales indigènes, F.-J. Cazin est considéré comme « l’ancêtre de l’école française de phytothérapie ».
Il est le père d'Henri (1836-1891), médecin ayant joué un rôle important dans le développement des hôpitaux de Berck et de Jean-Charles (1841-1901), peintre.

## Biographie
François-Joseph Cazin entre comme aide en chirurgie, à l’âge de seize ans, à l'hôpital militaire de la Grande-Rue, de Boulogne-sur-Mer, puis devient chirurgien militaire, puis médecin de marine.
Là, il fait preuve de dévouement pendant l'épidémie de choléra de 1832 mais contracte la maladie. Il est donc contraint de retourner à la campagne, dans son village natal, à Samer.
Il découvre dans la campagne une population pauvre, malade, ne pouvant accéder à la même médecine qu'en ville. Il décide alors d'essayer de leur offrir des soins à portée de main, par les plantes.
Pour permettre à ses fils, Jean-Charles et Henri d'étudier dans de bonnes conditions, il quitte Samer pour s'installer à Boulogne-sur-Mer. Il y exerce jusqu'en 1846, partageant son temps entre le soin des malades, les recherches botaniques et l'expérimentation pharmacologique et thérapeutique.

« Ses deux idées maîtresses sont que les plantes suffisent pour traiter toutes les maladies à condition de les recueillir et de les utiliser dans les conditions voulues et qu'il y a beaucoup à tirer de l'empirisme populaire à condition de le vérifier par l'expérimentation raisonnée. »

— Pierre Julien, Revue d’Histoire de la pharmacie, 1969.

### Carrière militaire
Le 10 mars 1807, il est nommé chirurgien sous aide au 1er corps de réserve au camp de Boulogne pour l'hôpital militaire de Saint-Omer, puis gagne le 30 mars les hôpitaux de Boulogne-sur-Mer comme officier de santé de 3e classe.
Le 11 janvier 1809, il est commissionné pour le 5e régiment de dragons.
Il est détaché en mai 1809 au service des ambulanciers à la campagne d'Autriche et participe en particulier à la bataille de Wagram.
Il devient ensuite chef de service à l'hôpital militaire du collège de Linz jusqu'en février 1810. Cet hôpital étant supprimé, il retourne au 5e régiment de dragons.
Désirant poursuivre ses études médicales, il démissionne le 20 juin 1811.
En janvier 1814, c'est la Campagne de France durant laquelle Napoléon Ier tente d'éviter ou arrêter l'invasion de la France et conserver son trône. Le 10 janvier, FJ Cazin est réquisitionné pour rejoindre l'hôpital militaire de Calais. Il y reste 9 mois et assiste peut-être au débarquement de Louis XVIII à Calais le 24 avril 1814 (Le roi se rendait à Paris où il entrera le 3 mai pour reprendre le pouvoir après que Napoléon en a été chassé et envoyé à l'Ile d'Elbe).
Environ 9 ans plus tard (le 7 octobre 1823), il est nommé médecin de marine au port de Calais.

### Carrière médicale

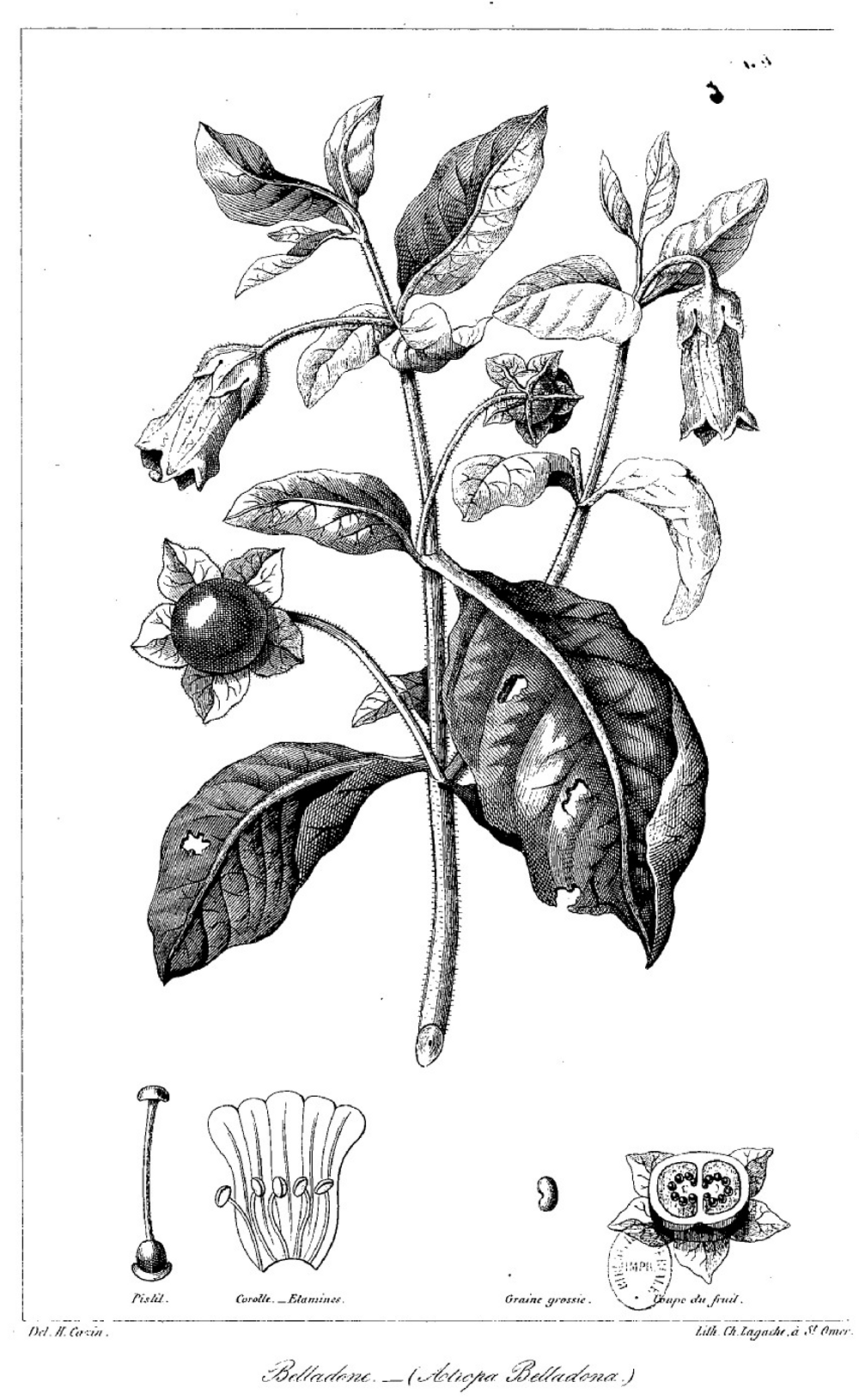
Planche de la belladone, 1856

Le 28 février 1821, il est nommé médecin du bureau de bienfaisance de Calais. Il y reste jusqu'en 1832, année où il fait preuve de dévouement pendant l'épidémie de choléra, comme l'atteste le maire de Calais : « Il a déployé l'activité la plus grande et la plus soutenue dans les soins qu'il a apportés aux malades atteints du fléau ». Mais contaminé lui aussi, il quitte la ville le 11 juin 1832, pour rejoindre sa maison natale à Samer.

« À quoi tient une destinée ! Cette vocation serait venue du jour où ayant absorbé deux tranches de melons, il faillit succomber au choléra et n’en fut guéri que par l'absorption de sucs de plantes dépuratives, antiseptiques et bactéricides des campagnes du Boulonnais. »

— Julien Pierre, d’après  L. Lagriffe
Son intérêt pour les plantes médicinales, ressources dont l’emploi est simple et économique, est motivé par sa volonté d’offrir un meilleur accès à la santé pour les gens des campagnes et les pauvres(Cazin 1850, p. II). Il réfléchit aussi à l'organisation d'un service rural de soin gratuit, couronnée par l'Académie de Reims (Cazin 1852)
Il s’illustre à Boulogne-sur-Mer (Le Roy-Mabille 1864) durant l’épidémie de choléra de 1849.

« On pourra lire Cazin comme l'une des plus grandes sommes de médecine végétale, et à cet égard seul, y gagner beaucoup en connaissance. Mais, autant l’annoncer d'entrée : qui fréquente assidûment le Traité pratique et raisonné des plantes médicinales indigènes finira par suivre, fût-ce de loin, l'homme partait sous la pluie d'hiver, en calèche, sans examiner si ceux qui le faisaient appeler pourraient ou non le rémunérer. Là où il va, c'est là où demeure toujours, et jamais guérie, la justice. »

— Pierre Lieutaghi, Préface du traité pratique et raisonné, reprint de la 3e édition, 1997

### Fonctions municipales et administratives
François-Joseph Cazin a exercé divers mandats municipaux, durant 18 ans. Il a ainsi été conseiller municipal de Calais du 29 octobre 1823 au 16 mai 1832, date de son départ pour raison de santé. Ayant regagné Samer pour s'y rétablir, il en devient l'adjoint au maire le 7 janvier 1835, puis le maire de 1836 à 1840. Après avoir à nouveau quitté sa ville natale, cette fois pour Boulogne-sur-Mer, il y est élu conseiller municipal en 1848, pour 3 ans ½, avant d'être adjoint au maire pendant 2 ans ½.
Il a également été membre correspondant du Service départemental de salubrité pendant 10 ans.

### Membre de sociétés savantes
François-Joseph Cazin a été secrétaire de la Société d'agriculture, des sciences, lettres et arts de Boulogne-sur-Mer, de 1846 à 1853.
Le prix qu'il a obtenu de l'Académie de médecine de Paris lui a attiré les faveurs de nombreuses sociétés savantes (Le Roy-Mabille 1864) qui le nommèrent membre correspondant, tant en France qu'à l'étranger : académie impériale des sciences et des lettres de Montpellier, académies de Reims, Rouen, Amiens, académie de médecine de Ferrare, société impériale des sciences et des arts utiles de Lyon, société académique de Saint-Quentin, société des sciences naturelles et médicales de Bruxelles, société médico-pratique de Paris, sociétés impériales de médecine de Marseille, Lyon, de Toulouse, sociétés de médecine de Strasbourg, Metz, Nancy, Nîmes, Caen, Dijon, Gand, Poitiers, Angers.

## Distinctions

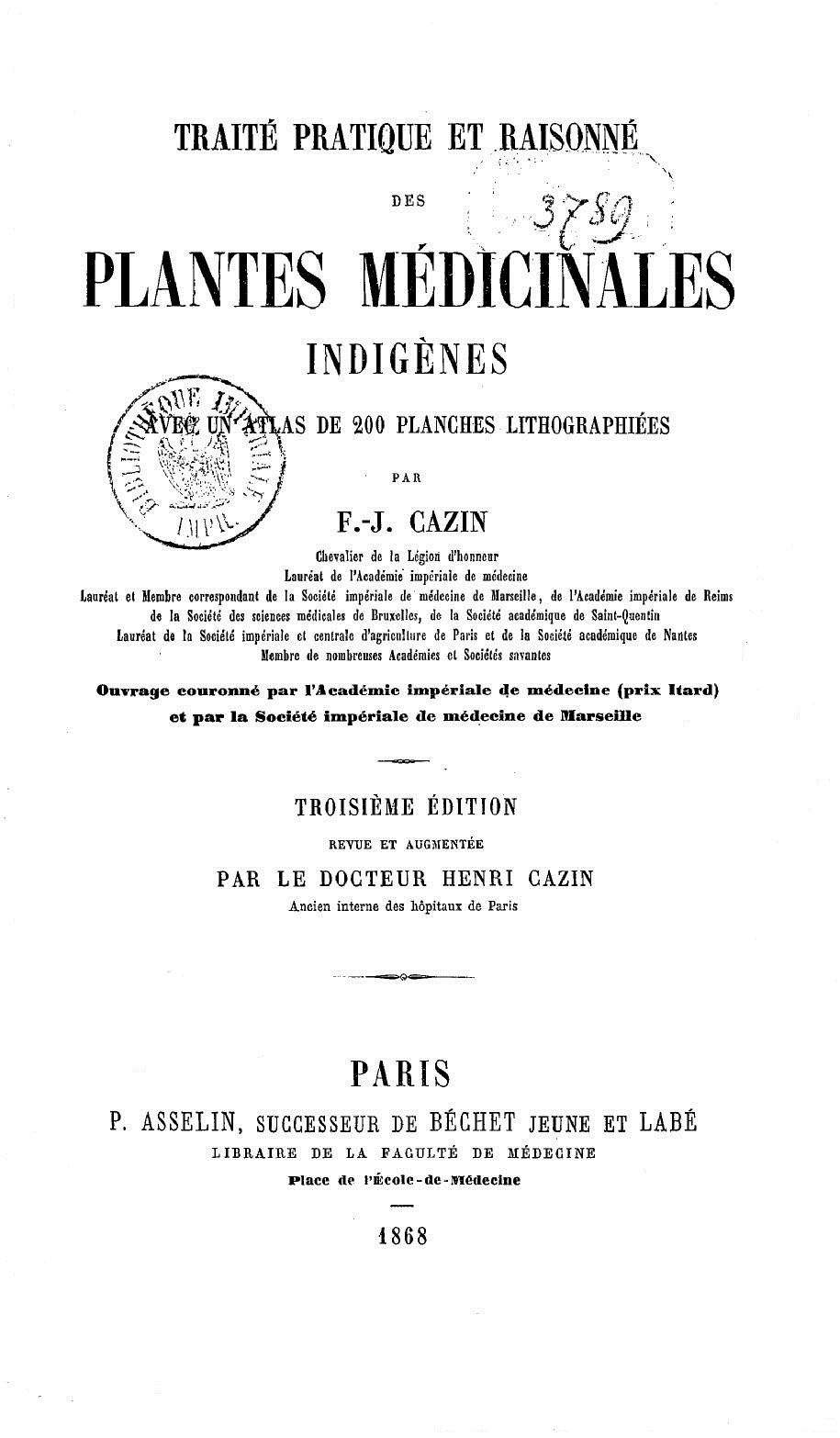
Page de titre de la 3e édition du Traité des plantes médicinales de François-Joseph Cazin.

Il est lauréat de nombreuses sociétés savantes.
En 1847, la Société royale de médecine de Marseille ouvre un concours sur les ressources que présente la flore médicinale indigène aux médecins de campagne. Il remporte le premier prix. Son mémoire sert de base au Traité pratique et raisonné des plantes médicinales indigènes, dont la première édition paraît en 1850 ; également récompensé le 17 décembre 1861 par le prix Itard de l'Académie de médecine.
Son mémoire sur la chlorose reçoit la médaille d'honneur au concours de 1849 de la Société des sciences naturelles et médicales de Bruxelles, la mention honorable (prix non décerné) par l'académie de médecine de Ferrare et la médaille d'or de l'Académie de médecine de Gand en 1850.
Il est lauréat (médaille d'argent grand module) de la Société nationale et centrale d'agriculture de Paris pour un mémoire sur la maladie de la pomme de terre.
Il reçoit en 1850 une médaille de bronze de la Société académique de Nantes pour un mémoire sur Des moyens les plus efficaces et les plus économiques de faire la médecine des pauvres dans les villes et les campagnes.
La Société académique de Saint-Quentin lui décerne la médaille d’argent, la plus haute distinction, au concours ouvert en 1852 ayant pour sujet « Des moyens de faire produire à la bienfaisance les meilleurs efforts possibles et d'arriver progressivement à l'amélioration matérielle et morale des populations ouvrières principalement dans les centres industrieux ».
L'Académie de Reims le couronne en 1852 pour son ouvrage sur l'organisation d'un service de santé pour les indigents des campagnes.
Le 24 octobre 1859, il est nommé chevalier de l'ordre impérial de la Légion d'honneur.
Il est également décoré de la médaille de Sainte-Hélène pour ses états de service en tant qu'officier de santé au 5e régiment de dragons en 1809.
Il est inhumé au Cimetière de l'Est à Boulogne-sur-Mer.
- Médaille de Sainte-Hélène (1857)
- Chevalier de la Légion d'honneur (24 octobre 1859)

## Publications
- Des Vers ascarides lombricoïdes et des Maladies que ces animaux causent, accompagnent ou compliquent, considérés sous le point de vue médico-pratique, 1850 , [lire en ligne]
- Monographie de la chlorose, 1850, [lire en ligne]
- Monographie médico-pratique et bibliographique de la belladone, 1856 , [lire en ligne]
- Traité pratique et raisonné des plantes médicinales indigènes (2e édition considérablement augmentée, et entièrement refondue, avec un atlas de 200 plantes soigneusement lithographiées), 1858, [lire en ligne]
- -Joseph Cazin, Traité pratique et raisonné des plantes médicinales indigènes. Textes, vol. 1, Boulogne-sur-Mer et Paris, l'auteur et Labé, 1850, XI-661 p., In-8° (lire en ligne)
- -Joseph Cazin, Traité pratique et raisonné des plantes médicinales indigènes. Planches, vol. 2, Boulogne-sur-Mer et Paris, l'auteur et Labé, 1850, XIII, In-8° (lire en ligne)
- -Joseph Cazin, De l'organisation d'un service de santé pour les indigents des campagnes : considérée du point de vue administratif, hygiénique et thérapeutique, Reims, impr. de P. Regnier, 1852, 68 p., In-8° (lire en ligne)
- -Joseph Cazin, Biographie. Legay : chirurgien-major, chevalier de la Légion d'honneur, Boulogne-sur-Mer, Impr. de H. Delahodde, 1860, 12 p., In-8° (lire en ligne)
- -Joseph Cazin et Henri Cazin, Traité pratique et raisonné des plantes médicinales indigènes : avec un atlas de 200 planches lithographiées, Paris, P. Asselin, 1868, 3e éd., XXVIII-1189-XL, In-8° (lire en ligne)
- -Joseph Cazin et Henri Cazin, Traité pratique et raisonné des plantes médicinales indigènes : avec un atlas de 200 planches lithographiées, Paris, P. Asselin, 1876, 4e éd., XXX-1254 p., In-8° (lire en ligne)
- -Joseph Cazin et Henri Cazin, Traité pratique et raisonné des plantes médicinales indigènes : avec un atlas de 200 planches lithographiées, Paris, Asselin & Houzeau, 1886, 5e éd., XXX-1294 p., In-8° (présentation en ligne)